# Psammophora longifolia
Psammophora longifolia är en isörtsväxtart som beskrevs av L. Bol. Psammophora longifolia ingår i släktet Psammophora och familjen isörtsväxter. Inga underarter finns listade i Catalogue of Life.